# TuS Helmlingen
Der TuS Helmlingen ist ein 1920 gegründeter Sportverein aus dem Rheinauer Stadtteil Helmlingen. Die zentrale Sportart des TuS Helmlingen ist Handball. Außerdem bietet der Verein Gymnastik, Tischtennis, Jedermannsport und Bauch-Beine-Po an.

## Handball
Am besten bekannt ist der TuS Helmlingen durch seine Handballabteilung, deren erste Mannschaft in der Saison 1988/89 in die drittklassige Regionalliga Süd aufstieg und in der Spielzeit 1997/98 am DHB-Pokal teilnahm. 2012/13 wurden die TuS-Handballer Vizemeister in der Südbadenliga. Der TuS Helmlingen nimmt mit drei Männermannschaften, zwei Frauenteams und acht Nachwuchsmannschaften am Spielbetrieb des Südbadischen-Handballverbandes teil. In der Saison 2023/24 spielen Männer und Frauen in der Südbadenliga.

### Erfolge
- Aufstieg in die Regionalliga (3. Liga) 1989, 1991,
- DHB-Pokal 2. Hauptrunde 1990/91, 1997/98
- A-Jugend Handball-Bundesliga 2020/21
- DHB-Amateur-Pokal Viertelfinale 2020
- Vizemeister Südbadenliga 2013

### Bekannte ehemaliger Spieler
- Igor Tschumak, ehemaliger sowjetischer Nationalspieler und Spieler beim vereinten Team
- Szabolcs Törő (ehemaliger ungarischer Nationalspieler)
- Zoe Ludwig (Bundesligaspielerin)

### Bekannte ehemaliger Trainer
- Jürgen Brandstaeter (Trainer)
- Werner Stöckl (Trainer)